# Izmény
Izmény (németül: Ismi) község a Dél-Dunántúl régióban, Tolna vármegyében, a Bonyhádi járásban.

## Fekvése
A Dunántúli-dombságban, a Mecsektől északra található. Szekszárd, a megyeszékhely körülbelül 35 kilométerre, míg a legközelebbi nagyobb város, Bonyhád körülbelül 15 kilométerre található. A legközelebbi szomszédos település Györe.

### Megközelítése
A település közúton Bonyhád, illetve a 6-os főút felől közelíthető meg a legegyszerűbben, a Dombóvár vonzáskörzetéig (Kaposszekcsőig, illetve a 611-es főútig) húzódó 6534-es út felől; vagy Komló irányából a Szászvárra vezető 6541-es úton. Zsáktelepülésnek tekinthető, mivel a központjába csak egy bekötőút vezet, a 6534-esből Máza határában északnak kiágazó, Györén keresztülhúzódó 65 168-as számú mellékút.
A közúti tömegközlekedést a Volánbusz autóbuszai biztosítják.
Vasútvonal nem vezet át a településen. A legközelebbi vasútállomás a körülbelül 6 kilométerre lévő Máza-Szászvár vasútállomás a MÁV 50-es számú Dombóvár–Bátaszék-vasútvonalán.

## Története
A régészeti leletek tanúsága szerint már az őskorban, illetve az ókorban is lakott volt a település környéke.
Első írásos említése 1261-ből származik.
A török hódoltság idején elpusztult, és teljesen elnéptelenedett. Sokáig pusztán állt, csak a XVIII. század második felében érkeztek sváb telepesek a faluba Bajorország területéről.
A második világháború után a német családok többségét kitelepítették, helyükre a bukovinai Andrásfalváról székelyek, míg a csehszlovák–magyar lakosságcsere keretében a felvidéki Nagysallóról magyarok érkeztek.

## Közélete

### Polgármesterei
- 1990–1994: Szánya Zoltán (független)[5]
- 1994–1998: Szánya Zoltán (független)[6]
- 1998–199?: Biszak Pius Lajos (független)[7]
- 1999–2002: Fábián Ferenc (független)[8]
- 2002–2006: Fábián Ferenc (független)[9]
- 2006–2010: Fábián Ferenc (független)[10]
- 2010–2014: Kelemen Ferenc (független)[11]
- 2014–2019: Kelemen Ferenc (független)[12]
- 2019–2024: Kelemen Ferenc (független)[13]
- 2024– : Kelemen Ferenc (független)[1]

A település képviselő-testülete korábban 5 főből és a polgármesterből állt, a települési önkormányzatok működési kereteit meghatározó jogszabályok 2010-es változása óta az izményi lakosok a polgármester mellett 4-4 képviselőt választhatnak. A helyi önkormányzat címe: 7353 Izmény, Fő u. 23, telefon- és faxszáma 74/483-765, e-mail címe izmeny@tolna.net, hivatalos honlapja https://web.archive.org/web/20190822182941/http://izmeny.hu/.

## Népesség
A település népességének változása:
- 1870: 943 fő
- 1900: 958 fő
- 1949: 945 fő
- 1990: 556 fő
- 2001: 547 fő
- 2009: 519 fő

| Lakosok száma | 491  | 478  | 475  | 412  | 456  | 460  | 475  |
|               | 2013 | 2014 | 2015 | 2021 | 2022 | 2023 | 2024 |

2001-ben a lakosok 99%-a magyarnak, 3,0%-a német, 1,1%-a cigány nemzetiségűnek vallotta magát. A 2011-es népszámlálás során a lakosok 97,8%-a magyarnak, 2,4% cigánynak, 1,8% németnek mondta magát (1,8% nem nyilatkozott). A kettős identitások miatt a végösszeg nagyobb lehet 100%-nál.
2022-ben a lakosság 88,6%-a vallotta magát magyarnak, 1,3% németnek, 0,7% cigánynak, 0,7% románnak, 0,2% ruszinnak, 0,2% lengyelnek, 0,9% egyéb, nem hazai nemzetiségűnek (11,2% nem nyilatkozott; a kettős identitások miatt a végösszeg nagyobb lehet 100%-nál). Vallásuk szerint 53,1% volt római katolikus, 3,5% református, 2,6% evangélikus, 0,9% egyéb katolikus, 13,6% felekezeten kívüli (26,3% nem válaszolt).

## Vallás
A 2001-es népszámlálás adatai alapján a lakosság 88,1%-a római katolikus, 5,1%-a evangélikus és 4,7%-a református vallású. Nem tartozik egyetlen egyházhoz vagy felekezethez sem, illetve nem válaszolt 2,1%.
2011-ben a vallási megoszlás a következő volt: római katolikus 76,9%, református 5,3%, evangélikus 3,9%,  felekezeten kívüli 7,8% (6,1% nem nyilatkozott).

### Római katolikus egyház
Főleg az egykori bukovinai székelyek vallása. A Pécsi egyházmegye (püspökség) Komlói Esperesi Kerületébe tartozik, mint önálló plébánia. Plébániatemplomának titulusa: Szent Péter és Pál. Római katolikus anyakönyveit 1955-től vezetik.

### Református egyház
A Felvidékről áttelepült magyar családok hozták magukkal a református vallást. A Dunamelléki Református Egyházkerület Tolnai Református Egyházmegyéjébe tartozik. Nem önálló egyházközség, csak szórvány.

### Evangélikus egyház
A Déli Evangélikus Egyházkerület Tolna-Baranyai Egyházmegyéjében lévő Nagymányok-Váraljai Evangélikus Egyházközséghez tartozik, mint szórvány. Evangélikus templomát 1785-ben építették a sváb telepesek. Jelenleg már csak kb. 5-6 evangélikus vallású család él a településen.

## Nevezetességei
- Evangélikus templom: 1785-ben épült, késő barokk stílusban. 1928-ban és 1996-ban felújították.
- Emlékkereszt: A kitelepített izményi evangélikus emlékére állították.
- Székely tájház: A székelyek népművészeti értékeit, használati tárgyait, bútorait, ruháit mutatja be.
- Római katolikus (Szent Péter és Pál-) templom: 1945-ben épült.

## Civil szervezetek
- Bukovinai Székely Népi Együttes